# OpenVSP
OpenVSP або Open Vehicle Sketch Pad — це програмне забезпечення САПР з відкритим кодом для параметричного моделювання геометрії повітряних суден, розроблене у NASA, зокрема співробітниками дослідного центру на авіабазі Ленглі. Його можна використовувати для створення 3D-моделей повітряних суден і проведення інженерного аналізу цих моделей, дозволяючи користувачеві швидко створювати комп’ютерні моделі від етапу ідеї і до етапу аналізу геометрії 3D-моделі, завдяки чому OpenVSP особливо  корисний у створенні та оцінці нетрадиційних та експериментальних концепцій дизайну.

## Історія
Попередники OpenVSP, включаючи VSP і Rapid Aircraft Modeler (RAM), були розроблені JR Gloudemans та іншими для NASA на початку 1990-х років.
OpenVSP v2.0 було випущено як відкрите програмне забезпечення за ліцензією NOSA в січні 2012 року та представлено під час ювілейної 50-ї Зустрічі з Аерокосмічної Науки в Американському інституті аеронавтики і астронавтики.
Приблизно з 2012 року розробку програми, яку, серед іншого, підтримують NASA та AFRL, очолює Роб Макдональд (Robert A. McDonald).

## Особливості

### Інтерфейс користувача
Після запуску OpenVSP відображає графічний інтерфейс користувача у вигляді вікна робочої області та вікна браузера геометрії, в якому відображається структура проєкту та відбувається управління налаштуваннями відображення елементів.
Робоча область – це місце, де відображається модель, тоді як у браузері геометричних зображень перераховуються окремі компоненти в робочій області, наприклад фюзеляж і крила. Ці компоненти можна вибирати, додавати або видаляти, подібно до дерева функцій у програмному забезпеченні САПР, наприклад Solidworks чи FreeCAD. Коли компонент вибрано у вікні браузера геометрії, відкривається вікно геометрії компонента. Це вікно використовується для зміни компонента.
OpenVSP також надає можливості API, доступ до яких можна отримати за допомогою MATLAB, Python або AngelScript.

### Геометричне моделювання

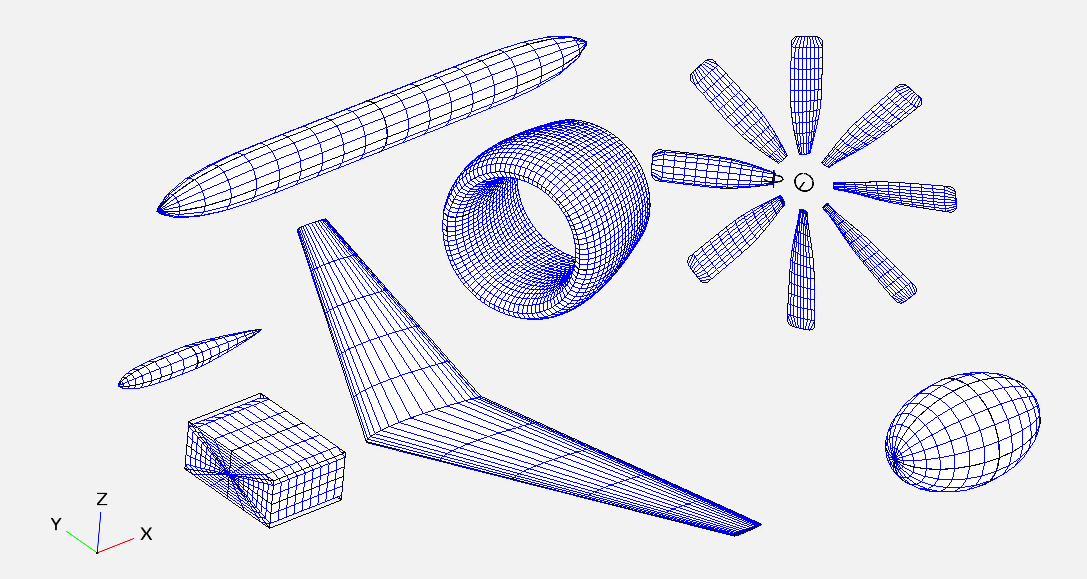
Кілька моделей базової геометрії, вбудованих в OpenVSP

OpenVSP пропонує безліч базових геометричних елементів, загальних для моделювання літаків, які користувачі змінюють і збирають для створення моделей. Крило, капсула, фюзеляж і пропелер – це кілька доступних елементів геометрії літака. Також доступні вдосконалені компоненти, такі як тіло обертання, канал, конформна геометрія тощо.
Кожен з базових елементів геометрії складається з поперечних перерізів, кількість і форму кожного з яких можна окремо редагувати.

### Інструменти аналізу
Крім інструментів моделювання геометрії, OpenVSP містить також кілька інструментів, які допомагають з проведеннями аеродинамічного та структурного аналізу моделей. Доступні інструменти:
- CompGeom — інструмент генерації сітки, який може обробляти перетини та обрізання моделі. OpenVSP-модель HL-20[en] разом із неструктурованою сіткою, згенерованою за допомогою інструмента CompGeom

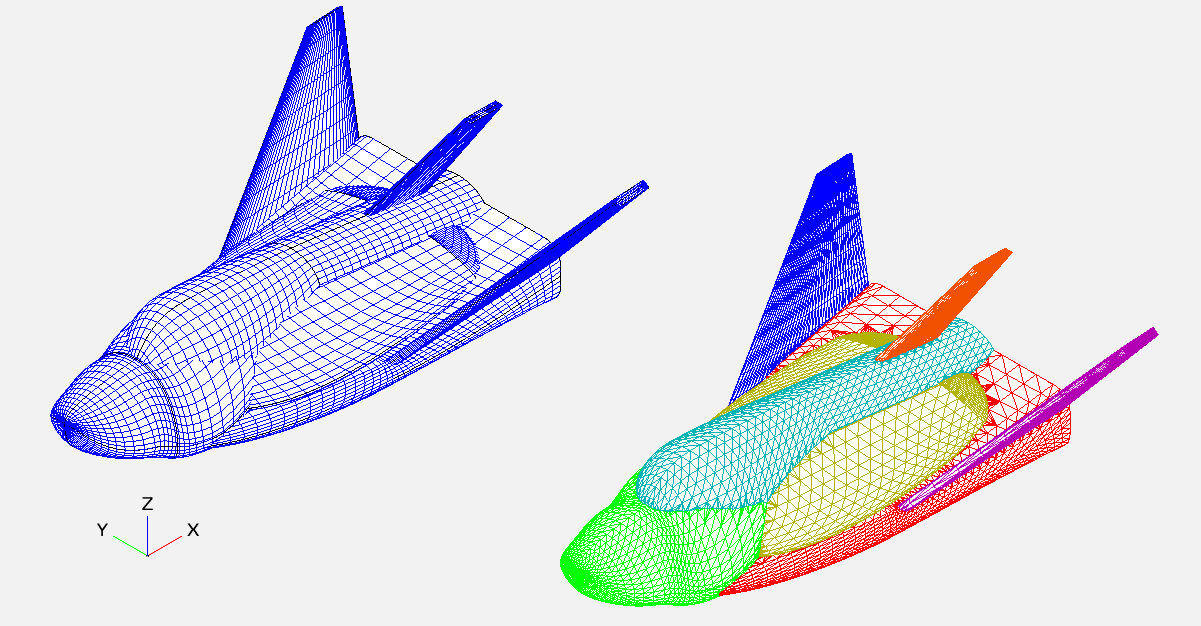
OpenVSP-модель разом із неструктурованою сіткою, згенерованою за допомогою інструмента CompGeom

- Mass Properties Analysis — для обчислення таких властивостей, як центр ваги та момент інерції.[14]
- Projected Area Analysis — для обчислення площі проекту.
- CFD Mesh — для створення сіток, які можна використовувати в програмному забезпеченні для аналізу обчислювальної гідродинаміки.
- FEA Mesh — для створення сіток, які можна використовувати в програмному забезпеченні аналізу FEA.
- DegenGeom — для генерації різних спрощених зображень геометричних моделей, таких як точкові, балкові та вигнуті поверхні.
- VSPAERO — для вихрового ґратчастого[en] або панельного методу на основі аеродинамічного та динамічного аналізу польоту.[15]Результати моделювання методом панелі в VSPAERO на типовому транспортному літаку

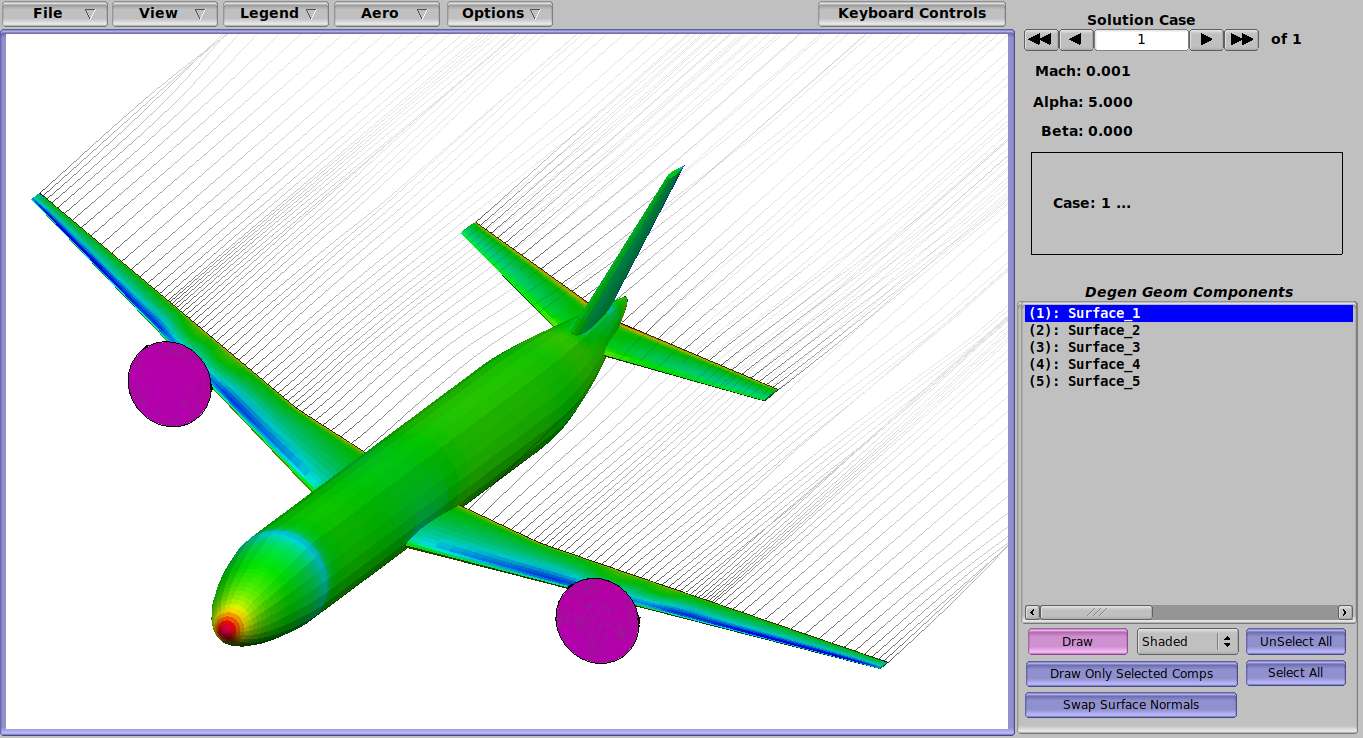
Результати моделювання методом панелі в VSPAERO на типовому транспортному літаку

- Wave Drag Analysis — для оцінки хвильового опору геометричних форм.[16]
- Parasite Drag Analysis — для оцінки паразитного опору геометрії на основі таких параметрів, як площа обдування та коефіцієнт поверхневий тертя.
- Surface fitting — для підгонки параметричної поверхні до хмари точок.
- Texture Manager — для застосування текстур зображення до геометрії для сприяння візуалізації.

### Сумісність з іншим програмним забезпеченням
Файли моделей OpenVSP можуть бути використані в сторонньому програмному забезпеченні, наприклад у MATHLAB, у SUAVE (Stanford University Aerospace Vehicle Environment), у динамічних документах написаних мовою Julia та в інших програмах розроблених в NASA (з допомогою плагіну OpenVSP3Plugin).
OpenVSP дозволяє імпорт кількох форматів геометрії, зокрема таких як STL, CART3D (.tri) і PLOT3D.
Хмари точок також можна імпортувати та використовувати для підгонки параметричної поверхні.
Геометрію, створену в OpenVSP, можна експортувати у формати STL, CART3D (.tri), PLOT3D, STEP і IGES, OBJ, SVG, DXF і X3D. Ці формати файлів дозволяють використовувати геометрію 3D-моделей для створення сітки та для використання у іншому програмному забезпечення для CFD або FEA аналізу.
З допомогою API OpenVSP можна розширювати можливості та набір інструментів і підтримуваних форматів файлів.
OpenVSP може використовуватися для розробки і аналізу моделей літальних апаратів для авіасимуляторів, зокрема таких як Digital Combat Simulator та інших.

#### OpenVSP-Connect
OpenVSP-Connect — це плагін для автоматизації генерування 3D-моделі літаків на основі базових параметрів унесених в електронну таблицю Microsoft Excel, створений під керівництвом професора Гамбурзького університету прикладних наук доктора інженерних наук Д'єтера Шольца (Dieter Scholz).
З допомогою OpenVSP-Connect побули побудовані моделі літаків Airbus A320, A350, A380, A400M, ATR 72, літака Boeing B747 та кількох власних концептуальних проєктів, таких як EcoLiner і Fast Commuter Jet.

## VSP Hangar

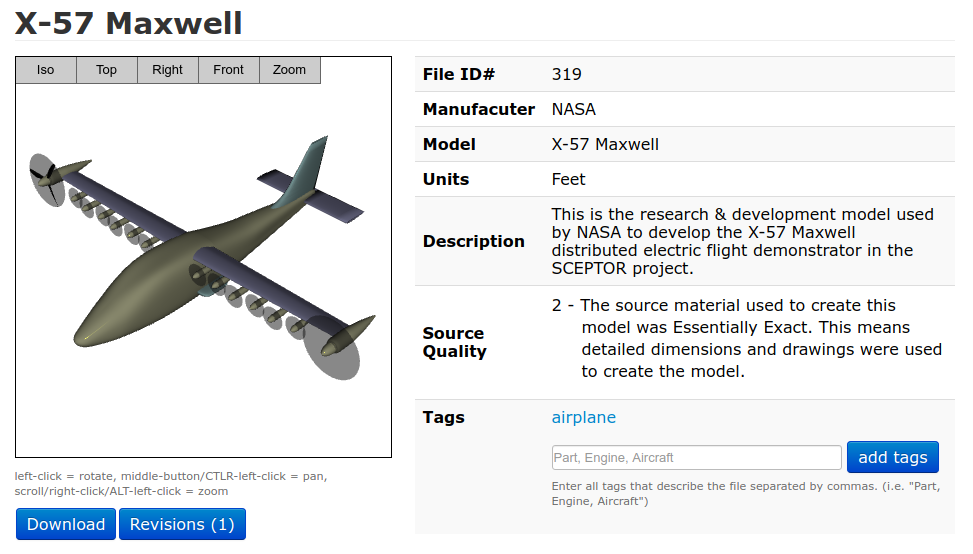
Модель електролітака NASA X-57 Maxwell у репозиторії VSP Hangar

«VSP Hangar» — це віртуальний ангар OpenVSP-моделей, а також репозиторій для завантаження файлів 3D-моделей, який сприяє спільному використанню геометрії, створеної в OpenVSP. До кожної моделі допускаються ревізії з супровідною інформацією щодо якості джерела.

## OpenVSP Ground School
«OpenVSP Ground School» — це проект зі створення набору комплексних посібників, які розробляє Брендон Літерленд із NASA. Підручники для наземних шкіл містять детальну інформацію про функції та методи OpenVSP, а також підручники для початківців і досвідчених користувачів. Окрім друкованих публікацій та публікацій в електронному вигляді, створено інтерактивний сайт у вигляді освітньої платформи наповненої відеоуроками навчальними вправами.

## OpenVSP Workshop
OpenVSP Workshop — це щорічна науково-практична конференція розробників та користувачів OpenVSP, яка проводиться з 2012 року. Під час конференції проводиться майстер-клас з використання OpenVSP та інших програм як для новачків, так і для досвідчених користувачів. Матеріали конференцій, слайди доповідей, відео та 3D-моделі, публікуються на сайті OpenVSP.

## Цікаві факти
- З допомогою OpenVSP користувачі створюють моделі повітряних суден не лише літакового типу[40][44][45][46], а й навіть дирижаблів, таких як Airlander 10[47], та космічних ракет, наприклад Starship[48].
- Новозеландський програміст під нікнеймом 'iforce2d', розробник ігрового рушія Box2D, спроєктував та побудував з екструзійного пінополістиролу серію радіокерованих дронів використовуючи програми OpenVSP, QCAD та Blender. Відео процесу розробки а також файли 3D-моделей автор виклав у вільний доступ.[49]
- Посібник користувача OpenVSP v3.9.1 перекладено іспанською мовою.[50]

## Відео
- NASA OpenVSP modeling and analysis tutorial на YouTube
- Modelling and simulation of Airbus A400M aircraft in NASA OpenVSP на YouTube
- OpenVSP to CFD Mesh + modeling control surfaces in OpenVSP for CFD на YouTube
- F-16 Fighter aircraft modelling in NASA Open Vehicle SketchPAD (OpenVSP) на YouTube
- F16 Design | NASA OpenVsp Tutorial | NASA Vehicle Sketch Pod | Design and Analyse F16 NASA software на YouTube
- OpenVSP to X-plane in 49 easy steps на YouTube
- OpenVSP - Longitudinal trim and rigging angles на YouTube
- Twin Otter Design Timelapse | OpenVSP на YouTube
- Канал iforce2d на YouTube
- Ultralight Airplane Workshop на YouTube
- Aerodanamics на YouTube
- Канал VSPmanual на YouTube